# Mycetophila neofunerea
Mycetophila neofunerea är en tvåvingeart som beskrevs av Duret 1992. Mycetophila neofunerea ingår i släktet Mycetophila och familjen svampmyggor. Inga underarter finns listade i Catalogue of Life.